# Gotra stirocephala
Gotra stirocephala är en stekelart som först beskrevs av Cameron 1912.  Gotra stirocephala ingår i släktet Gotra och familjen brokparasitsteklar. Inga underarter finns listade i Catalogue of Life.